# عبد الرؤوف نايف الروابدة
عبد الرؤوف نايف مزعل الروابدة هو لاعب كرة قدم أردني يلعب في نادي الأهلي.

## المسيرة الرياضية
- 2009 - 2012: النادي العربي
- 2010: نادي الجليل
- 2012: نادي الصريح
- 2017: نادي الأهلي

## روابط خارجية
- اللاعب عبد الرؤوف نايف الروابدة على موقع كووورة.